# 牛の峠
牛の峠（うしのとうげ）は、宮崎県日南市酒谷甲と三股町樺山の境界にある峠、および峠の南西に隣接する山である。鰐塚山地の南西部にあり、山頂は日南市域より200-300m離れた都城市と三股町の境界に聳える。峠の境界には塚石と呼ばれる標柱が置かれている。山頂の北東部（旧道の峠）には、かつて飫肥藩と薩摩藩の境界論争の舞台となった「牛之峠論所」がある。

## 歴史
江戸時代以前の峠道は現在の経路から南西へ数百メートル離れており、峠も山頂近くにあった。この旧道は伊東氏が通ったことから殿様道とも呼ばれた。後に馬車が通ることのできる新しい峠道が開かれ、昭和初期に鼻切峠を越える新道（国道222号）が開通するまで南那珂地域と都城盆地とを結ぶ重要な生活道路であった。山女（やまおなご）と呼ばれる長い髪の妖怪が出没したという言い伝えがある。

### 牛の峠境界論争
江戸時代初期、日向国南部に対峙する飫肥藩と薩摩藩の境界は鰐塚山から牛の峠へと連なる分水嶺とされていた。分水嶺の南東斜面は日照時間が長く木材資源の豊富な場所であった。1627年（寛永4年）、飫肥藩藩主伊東祐慶の指示により牛の峠の南東斜面で伐採が行われた。これを知った薩摩藩三股（三股町）の住民が自らの土地であると主張し木材の搬出を拒否した。薩摩藩は鰐塚山から板谷、槻之河内川、三角石を経て牛の峠に至る谷沿いの境界線を主張し、飫肥藩は鰐塚山から櫨ヶ峠、柳岳を経て牛の峠に至る尾根沿いの境界線を主張した。両藩で検分したものの結論には至らなかった。この際、薩摩藩家老比志島国隆が武力による威嚇を行った。薩摩藩は国隆を流罪とし、後に切腹させている。1633年（寛永10年）、現地を視察した江戸幕府の巡検使が飫肥藩の主張を支持し、薩摩藩は領域南西部の牛の峠付近について飫肥藩の主張を認めたものの北東部の北河内付近については納得せず論争が継続されることになった。ちなみに飫肥藩主の祐慶の母である阿虎の方は江戸幕府大奥の按察使局の従姉妹で、祐慶の次男である祐豊は当時徳川家光の小姓であった。
1644年（正保元年）、徳川家光が国絵図の作成を指示し、日向国絵図については薩摩藩が担当することになった。1646年（正保3年）、日向国の諸藩が薩摩藩に出向いて境界の確認を行い、飫肥藩と薩摩藩は北河内付近について境界線未定とすることで合意した。しかしながら薩摩藩は、幕府から住民の意向を確認するよう指示を受けたことを根拠に問題の場所を諸県郡（薩摩藩領）として絵図を作成した。飫肥藩は抗議したものの受け入れられず、絵図は1649年（慶安4年）に幕府へ提出された。
1657年（明暦3年）、明暦の大火によって江戸城が焼失し、薩摩藩は再建のための木材を調達することになった。この際、論争地で伐採が行われたものの飫肥藩が木材搬出を拒否し、これ以後、両藩とも論争地への立ち入りを禁じた。
飫肥藩は1667年（寛文7年）に来訪した幕府巡見使に訴えたものの取り上げられず、1673年（延宝元年）8月14日に提訴することを決定した。以後、両藩での話し合いも行われたが論争は平行線のままであった。
1674年（延宝2年）11月3日、北河内の百姓名義（実際には武士）にて幕府へ訴訟書が提出された。双方あらかじめ協議の上、書類を準備して翌1675年（延宝3年）6月頃に江戸へ入った。1675年6月14日に幕府評定所にて協議が開始され、薩摩藩側は文明年間の島津家記録『文明記』と現地に置かれている神木像を証拠として主張したが、幕府はどちらも証拠にならないとして斥けた。
1675年（延宝3年）11月22日、江戸幕府が飫肥藩側の主張を認める裁決を下し、飫肥藩側勝訴・薩摩藩側敗訴の決着の上で両藩の境界が確定した。